# امارامودنورو
امارامودنورو (به انگلیسی: Amaramudnooru) یک روستا در هند است که در کارناتاکا واقع شده‌است.